# Gymnoscelis grisea
Gymnoscelis grisea är en fjärilsart som beskrevs av W. Warren 1897. Gymnoscelis grisea ingår i släktet Gymnoscelis och familjen mätare. Inga underarter finns listade i Catalogue of Life.